# Amblyaspis drypetis
Amblyaspis drypetis är en stekelart som först beskrevs av Walker 1839.  Amblyaspis drypetis ingår i släktet Amblyaspis och familjen gallmyggesteklar. Inga underarter finns listade i Catalogue of Life.